# Otto Wöhler
Otto Wöhler (Burgwedel, 12 luglio 1894 – Burgwedel, 5 febbraio 1987) è stato un generale e criminale di guerra tedesco, ufficiale della Wehrmacht durante la seconda guerra mondiale. Wöhler fu implicato nelle attività degli Einsatzgruppen mentre serviva come capo dello stato maggiore dell'11ª Armata nei primi mesi del 1942, per questo in seguito alla fine della seconda guerra mondiale fu coinvolto nel processo agli alti comandi tedeschi per crimini di guerra e contro l'umanità e fu condannato a 8 anni di carcere. In seguito fu rilasciato nel febbraio 1951.

## Biografia
Wöhler combatté nella prima guerra mondiale e servì nella Reichswehr in seguito alla fine della guerra, e infine nella Wehrmacht in importanti ruoli di comando. Tra l'ottobre 1940 e il maggio 1942, divenne capo dello stato maggiore dell'11ª Armata del Feldmaresciallo Erich von Manstein. In questo ruolo coopero strettamente con l'Einsatzgruppe D del Gruppenführer Otto Ohlendorf. In un'occasione, richiese che tutti gli orologi appartenenti agli ebrei uccisi fossero consegnati all'esercito tedesco.
Wöhler in seguito fu nominato capo dello staff dell'Gruppo d'armate Centro sotto il feldmaresciallo Günther von Kluge. Il suo primo ruolo di comando fu quello del 1. Armeekorps che guidò dal febbraio all'agosto 1943, prima di essere nominato comandante dell'8ª Armata nell'agosto 1943. Nel dicembre 1944 fu nominato anche comandante del Gruppo d'armate Sud. Fu l'ideatore dell'Operazione Schneeflocke (1945), vittoriosa anche se di minore importanza.